# Turnhout (distrito)

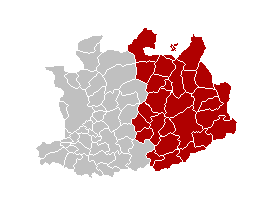
Localização do Distrito de Turnhout

O Distrito de Turnhout (em neelandês: Arrondissement Turnhout; em francês: Arrondissement de Turnhout é uma das três regiões administrativas (Arrondissement) da Província de Antuérpia, na Bélgica. É um distrito judicial e administrativo. Possui uma área de 1.356,86 km², com uma população de 419.570 habitantes (segundo o censo de 1 de janeiro de 2006). Possui 27 municípios, os quais são:
| - Arendonk - Baarle-Hertog - Balen - Beerse - Dessel - Geel - Grobbendonk - Herentals - Herenthout | - Herselt - Hoogstraten - Hulshout - Kasterlee - Laakdal - Lille - Meerhout - Merksplas - Mol | - Olen - Oud-Turnhout - Ravels - Retie - Rijkevorsel - Turnhout - Vorselaar - Vosselaar - Westerlo |